# Starships
Starships – piosenka amerykańskiej raperki Nicki Minaj. 14 lutego 2012 wydana przez Young Money, Cash Money oraz Universal Republic jako pierwszy singel z albumu Pink Friday: Roman Reloaded. Teledysk do utworu ukazał się 26 kwietnia 2012.
Utwór wyprodukowany został przez RedOne, Rami Yacoub, Carl Falk. Na liście Billboard Hot 100 piosenka znalazła się na pozycji piątej.

## Kompozycja
Piosenka napisana została przez Onika Maraj, Nadir Khayat, Rami Yacoub, Carl Falk, Wayne Hector i wyprodukowana przez RedOne, Rami Yacoub, Carl Falk. „Starships” łączy takie gatunki muzyczne jak eurodance, europop, eurohouse, electropop oraz rap. Utwór nagrany został w Kinglet Studios w Szwecji i w Conway Studios w Los Angeles.

## Teledysk
Teledysk do piosneki został nakręcony na wyspie Oʻahu na Hawajach w dniach od 13 do 15 marca 2012. Teledysk wyreżyserował Anthony Mendler. Premiera teledysku odbyła się 26 kwietnia 2012 w MTV. Chociaż „Starships” jest pierwszym singlem z albumu, to teledysk trzeciego singla Beez in the Trap ukazał się wcześniej.

## Lista utworów
CD single
- „Starships” – 3:30
- „Stupid Hoe” – 3:16

## Notowania i certyfikaty
| Lista (2012)                             | Najwyższa pozycja |
| ---------------------------------------- | ----------------- |
| Australia (Top 50 Singles)               | 2                 |
| Austria (Ö3 Austria Top 40)              | 38                |
| Belgia (Flandria) (Ultratop 50 Singles)  | 5                 |
| Belgia (Wallonia) (Ultratop 50 Singles)  | 7                 |
| Dania (Track Top-40)                     | 5                 |
| Finlandia (Top 20 Singles)               | 3                 |
| Francja (Top 200 Singles)                | 5                 |
| Hiszpania (Top 50 Singles)               | 23                |
| Holandia (Single Top 100)                | 8                 |
| Irlandia (Top 50 Singles)                | 2                 |
| Norwegia (VG-Lista)                      | 4                 |
| Nowa Zelandia (Top 40 Singles)           | 2                 |
| Polska (Top 5 video)                     | 2                 |
| Stany Zjednoczone (Hot 100)              | 5                 |
| Stany Zjednoczone (Pop Songs)            | 3                 |
| Stany Zjednoczone (Hot Dance Club Songs) | 2                 |
| Stany Zjednoczone (R&B/Hip-Hop Songs)    | 85                |
| Stany Zjednoczone (Rap Songs)            | 10                |
| Stany Zjednoczone (Adult Top 40)         | 24                |
| Szwajcaria (Singles Top 100)             | 5                 |
| Szwecja (Top 60 Singles)                 | 3                 |
| Wielka Brytania (Singles Top 100)        | 2                 |
| Wielka Brytania (Top 40 R&B Singles)     | 1                 |

| Kraj          | Certyfikat |
| ------------- | ---------- |
| Australia     | 6x Platyna |
| Dania         | Platyna    |
| Nowa Zelandia | 2x Platyna |
| Szwajcaria    | Złoto      |
| Szwecja       | Złoto      |
| UK            | Platyna    |
| USA           | 3x Platyna |

## Historia wydania
| Kraj            | Data             | Format                     | Wytwórnia                                   |
| --------------- | ---------------- | -------------------------- | ------------------------------------------- |
| Kanada          | 14 lutego 2012   | Digital download           | Cash Money                                  |
| USA             | 14 lutego 2012   | Digital download           | Cash Money                                  |
| Australia       | 15 lutego 2012   | Digital download           | Cash Money                                  |
| Hiszpania       | 15 lutego 2012   | Digital download           | Cash Money                                  |
| Nowa Zelandia   | 15 lutego 2012   | Digital download           | Cash Money                                  |
| Polska          | 15 lutego 2012   | Digital download           | Cash Money                                  |
| Włochy          | 15 lutego 2012   | Digital download           | Cash Money                                  |
| USA             | 21 lutego 2012   | Mainstream i Rythmic radio | Young Money, Cash Money, Universal Republic |
| Niemcy          | 6 kwietnia 2012  | CD                         | Universal                                   |
| Wielka Brytania | 17 kwietnia 2012 | CD                         | Cash Money                                  |